# مارسيلو بينيا
مارسيلو بينيا (بالإسبانية: Marcelo Peña)‏ (30 يونيو 1975 بتشيلي - ) هو مدرب كرة قدم ولاعب كرة قدم تشيلي في مركز ظهير ربعي. لعب مع كولو-كولو.